# 果達古邦
果達古邦是印度已經撤銷的一個一級行政區，設立於1950年至1956年。1956年11月1日，果達古邦按1956年邦界重劃法被併入邁索爾邦。現在果達古邦轄區是卡納塔克邦的一部分。

## 外部連結
- Coorg State Legal Status 1956 （页面存档备份，存于）

12°25′15″N 75°44′23″E / 12.4208°N 75.7397°E